# Takaaki Kinoshita
Takaaki Kinoshita (木下 高彰 Kinoshita Takaaki?), född 11 juni 1993 i Shizuoka prefektur, är en japansk fotbollsspelare.
Kinoshita började sin karriär 2012 i Júbilo Iwata. Efter Júbilo Iwata spelade han för Mito HollyHock, Fukushima United FC, Fujieda MYFC och Iwate Grulla Morioka.